# التهاب الجلد بحشرة البيدروس

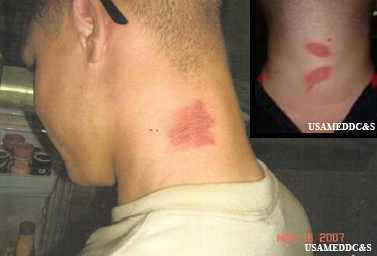
مظهر التهاب الجلد بحشرة البيدروس

التهاب الجلد بحشرة البيدروس، يُعرف طبيًا باسم التهاب الجلد الخطي، هو تهيج جلدي ناجم عن ملامسة الدم واللمف الخاص ببعض أنواع الخنافس الرواغية، التي تمثل مجموعة منتمية إلى رتبة غمديات الأجنحة وفصيلة البيدروس. تشمل الأسماء المحلية الأخرى التي يمكن إطلاقها على التهاب الجلد بحشرة البيدروس كلًا من لطعة العنكبوت، والتهاب الجلد المصعي والتهاب الجلد بذبابة نيروبي.
لا تمتلك الخنافس الرواغية قدرة على العض أو الوخز لكنها تسبب تهيج الجلد وتطور النفطات عند مسحها أو سحقها بشكل عرضي على الجلد ما يؤدي إلى تحرير سائلها السيلومي الحاوي على مواد كيميائية قوية منفطة للجلد. يمكن الإشارة بشكل شائع إلى العامل النشط في السائل السيلومي باسم البيدرين، على الرغم من إمكانية تمثيله واحدًا من عدة جزيئات متشابهة بالاعتماد على نوع الخنافس، بما في ذلك البيدرون والبيدرون الكاذب.
يُستخدم مصطلح «التهاب الجلد بالنافطيات»، الذي يُعد أكثر ملائمة لوصف مختلف أشكال التهاب الجلد الناجم عن الكانثاريدين الخاص بالنافطيات، في بعض الأحيان للإشارة إلى التهاب الجلد بحشرات البيدروس الناجم عن الخنافس الرواغية.

## التشخيص والعلاج
بمجرد تحرير البيدرين على الجلد بعد التماس الأولي مع الخنافس، قد ينتشر أيضًا في مناطق أخرى من الجلد. غالبًا ما يمكن ملاحظة آفات «التقبيل» أو «صورة المرآة» في أماكن تلاقي منطقتين من الجلد (على سبيل المثال، انثناء الكوع). يُوصى بشدة بغسل اليدين والجلد جيدًا بالصابون والماء، في حال حدوث تماس مع الخنافس الرواغية.
لا يؤدي التماس الأولي للجلد مع البيدرين إلى حدوث نتيجة فورية. خلال 12 – 36 ساعة، يبدأ ظهور طفح جلدي أحمر (حمامى)، إذ يتطور بعد ذلك إلى نفطات. قد يستمر التهيج، بما في ذلك البثور والتقشر، لفترة متراوحة بين أسبوعين لثلاثة أسابيع. قد ينتقل البيدرين دون وعي إلى أجزاء أخرى من الجسم مثل العينين والأعضاء التناسلية بعد التماس الأولي. يتطور التهاب الملتحمة، الذي يُطلع عليه بشكل شائع اسم عين نيروبي في شرق أفريقيا، عند وصول الإصابة إلى العين.
شملت أفضل النتائج المتعلقة بالعلاجات الممكنة وفقًا لتقرير إحدى الدراسات نظامًا علاجيًا جامعًا بين الستيرويدات الموضعية ومضادات الهستامين الفموية (اليوم الأول) والصادات الحيوية. افترض الباحثون أن الدور الفعال للصادات الحيوية عائد إلى التلوث المحتمل للجلد بواسطة البكتيريا المنتجة للبيدرين.